# Ewelina Pęksowa
Ewelina Pęksowa (ur. 18 października 1923 w Zakopanem, zm. 12 czerwca 2015 tamże) – polska malarka tworząca na szkle związana z nurtem sztuki ludowej. Sędzia narciarski w klasie państwowej (od 1963).

## Życiorys

### Młodość
Była córką podhalańskiego wytwórcy nart i pamiątek Stanisława Zubka. W 1939 roku ukończyła zakopiańskie gimnazjum „Szarotka”. Po maturze wyjechała do Krakowa. W czasie okupacji niemieckiej, w 1944 roku poślubiła prawnika Władysława Pęksę, działacza konspiracji niepodległościowej, z którym posługiwała się wówczas fałszywym nazwiskiem Wojdyna. Po zakończeniu II wojny światowej powróciła do rodzinnego Zakopanego, gdzie pracowała w sklepie swojego ojca.

### Działalność artystyczna
Rok 1966 w działalności artystycznej Pęksowej stanowi debiut, w którym twórczyni zdecydowała się zaprezentować swoje dzieła podczas zorganizowanej przez Związek Podhalan w Zakopanem wystawy sztuki ludowej i pamiątkarskiej. Od 1968 roku działała jako malarka tworząc prace na szkle. Należała do Stowarzyszenia Twórców Ludowych. Jej twórczość zyskała znaczne uznanie, a sama Ewelina Pęksowa została wyróżniona  między innymi w 1976 roku nagrodą im. Oskara Kolberga w uznaniu zasług dla kultury ludowej, w 1986 tytułem honorowym „Zasłużony dla Kultury Narodowej”, w 1987 roku nagrodą im. św. Brata Alberta za osiągnięcia w sztuce sakralnej, a także w 2008 roku Złotym Medalem „Zasłużony Kulturze Gloria Artis”. Swoje obrazy prezentowała na ponad 55 wystawach indywidualnych oraz ponad trzystu zbiorowych w Polsce i na świecie w tym między innymi w Bułgarii, Czechosłowacji, RFN, Szwajcarii, Szwecji, Wielkiej Brytanii oraz ZSRR. Bogata kolekcja jej prac znajduje się w zbiorach Muzeum Tatrzańskiego im. dra Tytusa Chałubińskiego w Zakopanem.
Została pochowana na Pęksowym Brzyzku (kw. P-III-9).

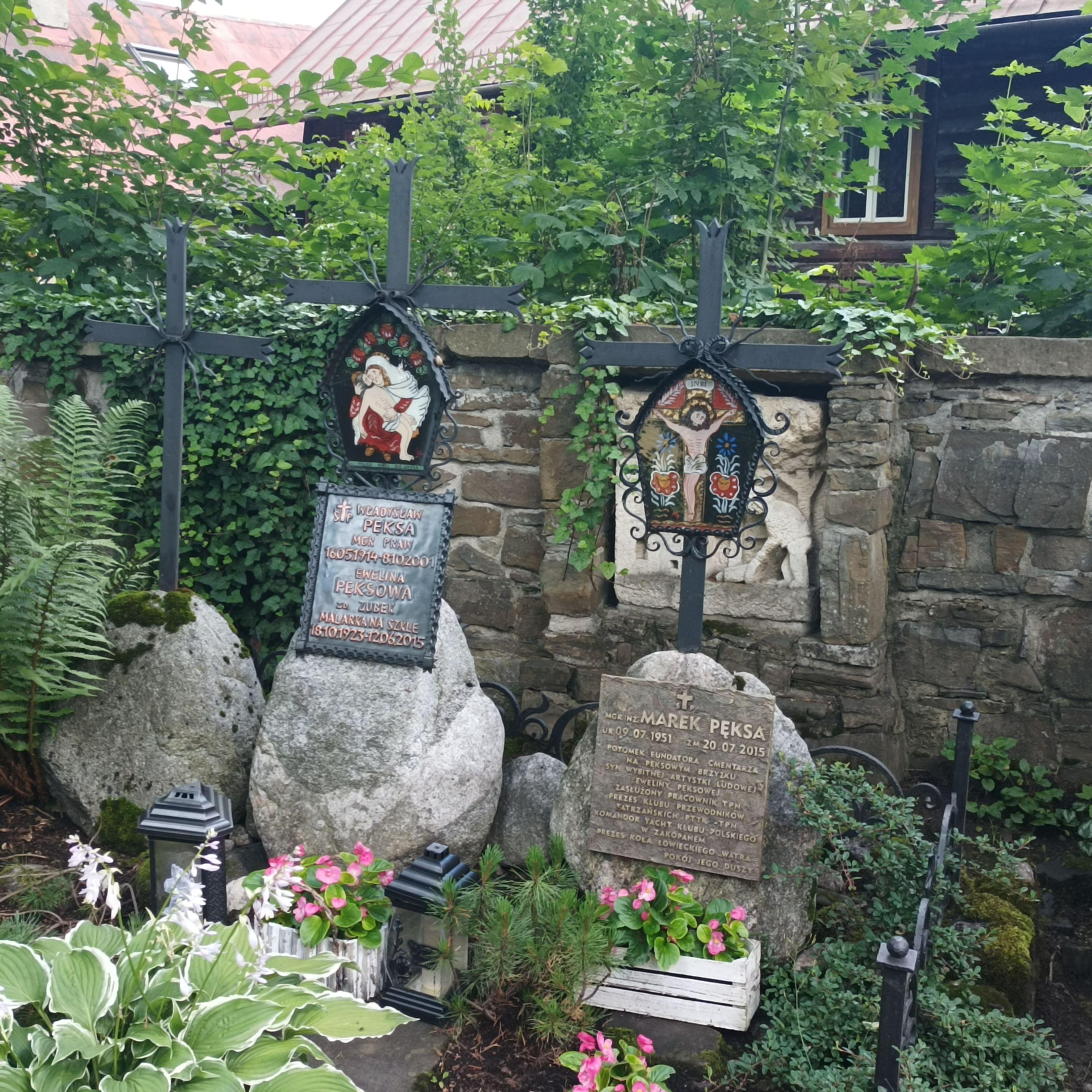
Grób Eweliny Pęksowej na Cmentarzu Zasłużonych na Pęksowym Brzyzku w Zakopanem